# Homblières
Homblières település Franciaországban, Aisne megyében. Lakosainak száma 1425 fő (2022. január 1.). Homblières Essigny-le-Petit, Fonsomme, Fontaine-Notre-Dame, Harly, Marcy, Mesnil-Saint-Laurent, Morcourt, Regny, Remaucourt és Rouvroy községekkel határos.

## Népesség
A település népességének változása:
| Lakosok száma | 891  | 1223 | 1495 | 1439 | 1499 | 1481 | 1464 | 1452 | 1441 | 1425 |
|               | 1968 | 1982 | 1990 | 2006 | 2013 | 2015 | 2017 | 2019 | 2020 | 2022 |